# Fay Tincher
Fay Tincher est une actrice américaine, née le 17 avril 1884 à Topeka (Kansas) et morte le 11 octobre 1983 à Brooklyn (État de New York).

## Biographie
Fay Tincher se fait remarquer pour sa ressemblance présumée avec Mabel Normand, et sera surtout connue pour trois types de personnages : Ethel la sténographe, une cowgirl, et Min Gump, dans la série The Gumps.

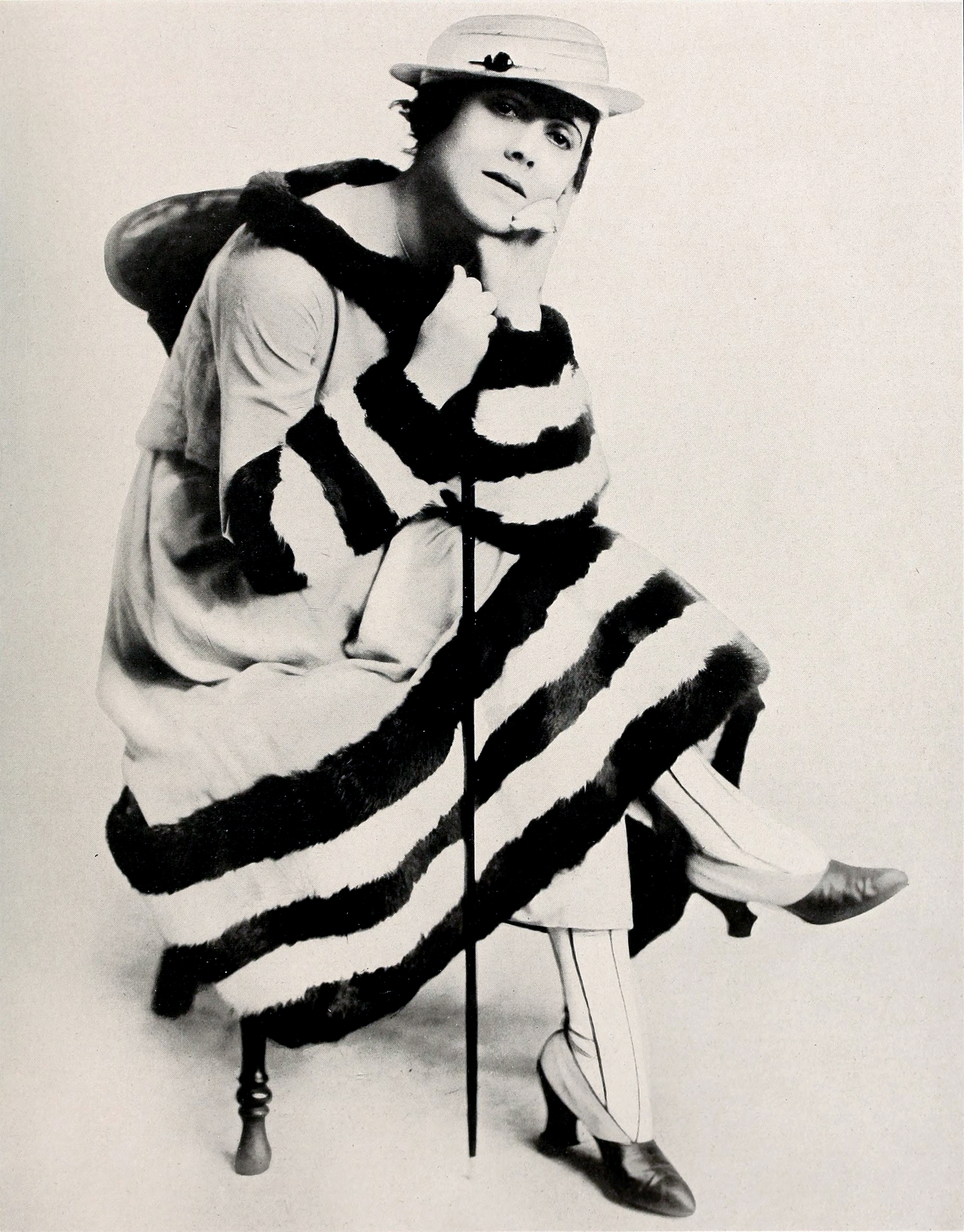
Photoplay Magazine en 1916.

## Filmographie
Min Gump dans la série "Les Gumps"
- 1923 : Aggravatin' Mama ; Oh! What a Day! ; Watch Papa ; Uncle Bim's Gifts
- 1924 : Andy's Stump Speech ; Andy's Hat in the Ring ; Westbound ; A Day of Rest ; Andy's Temptation ; What's the Use? ; Oh! Min!
- 1925 : The Smash-Up ; Andy Takes a Flyer ; Dynamited ; Chester's Donkey Party ; Andy's Lion Tale ; Andy in Hollywood
- 1926 : I Told You So ; A Close Call ; The Big Surprise ; Better Luck ; Lots of Grief ; Never Again ; Tow Service ; Dumb Luck ; Min's Away ; Shady Rest ; California Here We Come ; Min Walks in Her Sleep ; Min's Home on the Cliff
- 1927 : The Mild West ; Andy Nose His Onions ; A Total Loss ; Ocean Bruises ; And How! ; When Greek Meets Greek ; A Battle Scared Hero ; Too Much Sleep ; All Wet ; Circus Daze ; I'm the Sheriff ; Broke Again ; Youth and Beauty ; Up Against It ; Rooms for Rent
- 1928 : Out in the Rain ; The Cloud Buster ; Any Old Count ; A Case of Scotch

Ethel dans la série "Bill the Office Boy"
- 1914 : Bill and Ethel at the Ball ; Mr. Hadley's Uncle ; Ethel Has a Steady ; Ethel's Roof Party ; Bill Joins the W.W.W.'s ; Bill Spoils a Vacation ; Bill Manages a Prizefighter ; Bill Goes in Business for Himself ; Bill Organizes a Union ; Bill Saves the Day ; Ethel's Teacher ; Bill Takes a Lady Out to Lunch... Never Again ; How Bill Squared It with His Boss ; Bill's Job
- 1915 : Ethel's Romance ; Ethel's Disguise ; Ethel's New Dress ; Ethel's Deadly Alarm Clock ; Ethel's Doggone Luck ; Bill Gives a Smoker ; Ethel Gets Consent ; Bill Turns Valet ; A Flyer in Spring Water ; Ethel Gets the Evidence

- 1913 : Private Box 23 : Mme Jones
- 1914 : The Record Breaker : Nell
- 1914 : The Housebreakers : la nièce
- 1914 : A Corner in Hats : Dolores
- 1914 : Out Again, in Again : Mme Henpeck
- 1914 : Casey's Vendetta : Nita
- 1914 : The Million Dollar Bride : la sœur aînée
- 1914 : Foiled Again : Moitle Perry
- 1914 : Adventures in Diplomacy
- 1914 : The Mascot : Fay
- 1914 : A Physical Culture Romance : Fay
- 1914 : Leave It to Smiley : l'ingénue
- 1914 : Wrong All Around : Mme Jones
- 1914 : The White Slave Catchers : Sadie
- 1914 : The Deceiver : Bridgeen
- 1914 : Hubby to the Rescue : Jane Mersey
- 1914 : The Last Drink of Whiskey : la femme de Rudolph
- 1914 : The Escape de D. W. Griffith : une aventurière
- 1914 : An Exciting Courtship
- 1914 : Nell's Eugenic Wedding : Nell
- 1914 : The Man in the Couch : Mabel
- 1914 : Home, Sweet Home de D. W. Griffith
- 1914 : A Race for a Bride
- 1914 : The Scene of His Crime
- 1914 : The Quicksands de Christy Cabanne
- 1914 : Nearly a Burglar's Bride : la veuve Murphy
- 1914 : The Right Dope
- 1914 : The Battle of the Sexes : Cleo
- 1914 : The Fatal Dress Suit : Rosie Green
- 1914 : Victims of Speed
- 1914 : After Her Dough : Fay Doughbags
- 1914 : Too Proud to Beg : Bess Morrison
- 1915 : Don Quixote : Dulcinée
- 1915 : Over and Back : Fay
- 1915 : Shocking Stockings : Fay
- 1915 : Faithful to the Finish : Fay
- 1915 : The Fatal Finger Prints : Nell
- 1915 : Father Love : Fay
- 1915 : The Deacon's Whiskers : Fay
- 1915 : Safety First de Milton J. Fahrney: Fay
- 1915 : A Chase by Moonlight : Fay
- 1915 : Beppo, the Barber : Fay, la manucure
- 1915 : Mr. Wallack's Wallet : Genevieve
- 1915 : Beautiful Love : Fay
- 1915 : Where Breezes Blow : Fay
- 1915 : Unwinding It : Fay
- 1915 : Brave and Bold
- 1915 : Gasoline Gus (en) de James Cruze : Fay Fizz
- 1915 : Home Again : Mme Drummer
- 1915 : By Fair Means or Foul : Susie Crank
- 1915 : Mixed Values : Alice Lewis
- 1915 : Caught by the Handle : Tootner, la servante
- 1915 : A Costly Exchange : Mme Fred Moore
- 1915 : Music Hath Charms : Nell
- 1915 : Cupid and the Pest : Estelle
- 1915 : The Love Pirate : Viola Marsh
- 1915 : A Flurry in Art : Maisie Gillespie
- 1915 : Love and Business : Mme Fred Gates
- 1915 : His Lesson : personnage dans la foule
- 1916 : A Rough Knight d'Edward Dillon
- 1916 : The Lady Drummer d'Edward Dillon
- 1916 : A Calico Vampire
- 1916 : The French Milliner d'Edward Dillon
- 1916 : Skirts
- 1916 : Laundry Liz
- 1916 : Bedelia's Bluff
- 1916 : Love's Getaway
- 1916 : Mr. Goode, Samaritan : "Shorty" Sal
- 1916 : The Two O'Clock Train : la vendeuse
- 1916 : Sunshine Dad : la veuve Marrimore
- 1918 : O, Susie Behave
- 1918 : Some Job
- 1918 : Main 1-2-3
- 1919 : Go West, Young Woman
- 1919 : Wild and Western
- 1919 : Dangerous Nan McGrew
- 1919 : Mary Moves In
- 1919 : Rowdy Ann : Rowdy Ann
- 1919 : Sally's Blighted Career
- 1919 : L'Empreinte (The Fire Flingers) de Rupert Julian : Maggie Driver
- 1920 : Dining Room, Kitchen and Sink
- 1920 : Striking Models
- 1920 : A Seaside Siren
- 1922 : The Leather Pushers
- 1923 : That Kid from Madrid
- 1924 : Excitement : Mammy
- 1924 : Swing Bad the Sailor : la fille du capitaine
- 1924 : A Tough Tenderfoot